# Ángel Montoro
Ángel Montoro Sánchez (Valencia, 25 de Junho de 1988) é um ex-futebolista espanhol que atuava como meio-campista.

## Carreira
Produto das categorias de base do Valencia CF, Ángel fez sua estreia pela equipe principal em 31 de outubro de 2007, jogando dez minutos na derrota por 5 a 1 ante o Real Madrid, em casa. Com a chegada de Ronald Koeman ao comando técnico do Valencia, e com as contratações de Hedwiges Maduro e Éver Banega, ele teve que retornar ao time B.
Nos dois anos seguintes Ángel foi emprestado para os então times da Liga Adelante Real Murcia e para o recém promovido Real Unión, respectivamente. Dispensado pelo Valencia no fim da temporada 2011-2012, foi contratado pelo Recreativo de Huelva.

## Títulos
Valencia
- Copa do Rei: 2007-08

Espanha Sub-19
- Eurocopa: 2007